# Stratón z Lampsaku

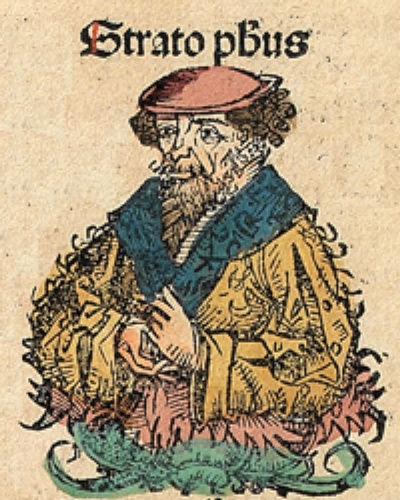
Stratón z Lampsaku

Stratón z Lampsaku (asi 340 př. n. l. – asi 268 př. n. l.) byl starořecký filosof, který se zabýval především fyzikou. Po smrti Theofrasta v roce 287 př. n. l. se stal třetím ředitelem Lycea. Byl to peripatetik, který rozvíjel materialistické teze Aristotelovy filosofie.